# Rockstar New England
Rockstar New England ist ein US-amerikanischer Spieleentwickler mit Sitz in Andover, Massachusetts. Gegründet wurde das Studio als Mad Doc Software und im Zuge der Übernahme durch Take 2 Interactive/Rockstar Games am 4. April 2008 umbenannt.

## Unternehmensgeschichte
Mad Doc Software wurde 1999 von Ian Davis gegründet. In Empire Earth II verwendet Mad Doc’s Mad3D Game Engine und MadAI-Technik. Im Frühjahr des Jahres 2000 eröffnete Mad Doc im Ort Lawrence das „Massachusetts Studio“ und unterstützte Activision bei der Beendigung des Spiels Star Trek: Armada.

## Spiele

### Als Mad Doc Software
- Star Trek: Armada 2 (November 2001)
- Janes Attack Squadron (2002)
- Empire Earth: Zeitalter der Eroberungen (September 2002)
- Dungeon Siege: Legends of Aranna (Add-on, November 2003)
- Empire Earth 2 (26. April 2005)
- Empire Earth 2: The Art of Supremacy (Add-on, 14. Februar 2006)
- Flight Simulator X (2006)
- Star Trek: Legacy (Dezember 2006)
- Empire Earth 3 (16. November 2007)
- Bully: Die Ehrenrunde – Xbox 360 (März 2008)

### Als Rockstar New England
- Bully: Die Ehrenrunde – PC (Oktober 2008)
- Bully: Aniversary Edition – PC (Dezember 2018)